# Trận Nam Xương
Trận Nam Xương là một trận đánh lớn giữa 20 vạn quân Trung Quốc và 12 vạn quân Nhật tại Nam Xương, thủ phủ của tỉnh Giang Tây ở miền Trung Trung Quốc trong Chiến tranh Trung-Nhật.

## Bối cảnh
Sau trận Vũ Hán, Vũ Hán trở thành căn cứ của quân đoàn 11 Lục quân Đế quốc Nhật Bản. Bao quanh Vũ Hán là các quân khu 5 và 9 của Quân đội Cách mạng Dân quốc. Nam Xương án ngữ tuyến đường sắt nối quân khu 3 với quân khu 9. Đây còn là nơi có căn cứ không quân có thể tấn công các tàu chiến của Nhật Bản trên sông Dương Tử. Nam Xương còn rất gần khu vực Thượng Hải-Vũ Hán mà Nhật mới kiểm soát được. Vì vậy, chiếm Nam Xương trở thành ưu tiên tiếp theo của quân Nhật sau trận Vũ Hán. Thực ra, ngay khi đang đánh trận Vũ Hán, quân Nhật đã cố gắng chiếm Nam Xương nhưng lúc đó quân lực không đủ nên đã không vượt được sông Tu Thủy.
Quân khu 9 của Trung Quốc trên danh nghĩa do Trần Thành chỉ huy, nhưng trên thực tế Tiết Nhạc là người nắm quyền. Khoảng 20 vạn quân thuộc biên chế của 52 sư đoàn thuộc 4 tập đoàn quân Trung Quốc tụ tập quanh Nam Xương.

## Lực lượng
Quân Nhật tấn công Nam Xương là quân đoàn 11 do tướng Okamura Yasuji chỉ huy. Lực lượng gồm 3 sư đoàn bộ binh (số 6, 101 và 106), 1 trung đoàn kỵ binh, 1 tiểu đoàn lính thủy đánh bộ, 2 trung đoàn lựu pháo, 2 trung đoàn sơn pháo. Mỗi sư đoàn lại có 1 trung đoàn lựu pháo hoặc sơn pháo riêng và có ít nhất một trung đoàn kỵ binh riêng. Tổng cộng có khoảng 12 vạn quân, 130 xe tăng, 200 đại bác, 30 tàu chiến, 50 xuồng máy, vài phi đội.
Phía Trung Quốc gồm 4 tập đoàn quân (số 1, 19, 30 và 32) chia thành 39 sư đoàn. Tổng cộng khoảng 20 vạn quân.

## Diễn biến
Ngày 21 tháng 3 năm 1937, pháo binh Nhật bắt đầu bắn phá dữ dội để dọn đường cho bộ binh vượt sông Tu Thủy và cho công binh dựng cầu vượt sông. Ngày 23 tháng 3, sau khi không quân Nhật oanh tạc bằng bom cháy và bom khác vào thị trấn Ngô Thành, nơi sông Tu Thủy hợp lưu với sông Hoàng Phố, quân Nhật bắt đầu đổ bộ vào thị trấn. Ngày 26 tháng 3, bộ binh và thiết giáp Nhật hợp đồng tác chiến đã từ bờ sông Tu Thủy tiến tới cửa Tây của Nam Xương. Quân Nhật bao vây và chiếm được Nam Xương vào ngày 27 tháng 3.
Sau khi phát hiện thấy quân Nhật giảm bớt lực lượng ở Nam Xương, ngày 21 tháng 4, quân Trung Quốc bất ngờ phản công. Mũi tiên phong của tập đoàn quân số 32 đã đến gần được Nam Xương vào ngày 26. Tuy nhiên, quân Nhật đã sử dụng không quân và điều động lính thủy đánh bộ đến chiến đấu, nên quân Trung Quốc gặp nhiều tổn thất và phải rút lui vào ngày 9 tháng 5.

## Ý nghĩa
Chiếm được Nam Xương, quân Nhật giải tỏa được sức ép vào khu vực Thượng Hải-Vũ Hán để có thể phân tán quân đi chiến đấu ở các địa điểm khác. Trong khi đó, tuyến hậu cần cho quân khu 3 của Trung Quốc bị đe dọa.